# Sibirocosa
Sibirocosa Marusik, Azarkina & Koponen, 2004 è un genere di ragni appartenente alla famiglia Lycosidae.

## Etimologia
Il nome deriva dal latino tardo sibiria, che indicava le estreme regioni nordorientali note all'epoca, corrispondenti grossomodo all'attuale Siberia, e dal suffisso -cosa, che contraddistingue la maggior parte dei generi delle Lycosidae

## Distribuzione
Le otto specie sono state rinvenute in Russia: la specie dall'areale maggiore è la S. sibirica, diffusa dalla Russia centrale alla Siberia nordorientale.

## Tassonomia
Per l'istituzione di questo genere sono stati esaminati gli esemplari tipo di S. kolymensis.
Non sono stati esaminati esemplari di questo genere dal 2020.
Attualmente, a novembre 2021, si compone di 8 specie:
- Sibirocosa arsenyevi Fomichev & Omelko, 2020 — Russia (Estremo oriente)
- Sibirocosa kolymensis Marusik, Azarkina & Koponen, 2004[3] — Russia (Siberia nordorientale, Estremo oriente)
- Sibirocosa koponeni Omelko & Marusik, 2013 — Russia (Estremo oriente)
- Sibirocosa manchurica Marusik, Azarkina & Koponen, 2004 — Russia (Estremo oriente)
- Sibirocosa nadolnyi Omelko & Marusik, 2013 — Russia (Estremo oriente)
- Sibirocosa sibirica (Kulczyński, 1908) — dalla Russia centrale alla Siberia nordorientale
- Sibirocosa subsolana (Kulczyński, 1907) — dalla Siberia centrale alle regioni dell'Estremo oriente
- Sibirocosa trilikauskasi Omelko & Marusik, 2013 — Russia (Estremo oriente)